# Don MacMillan
Don MacMillan, född 5 januari 1928, död 19 november 2004, var en friidrottare från Australien. Han deltog vid olympiska sommarspelen 1952 och olympiska sommarspelen 1956.